# Kostelec u Heřmanova Městce
Kostelec u Heřmanova Městce è un comune della Repubblica Ceca facente parte del distretto di Chrudim, nella regione di Pardubice.